# 페체네그인

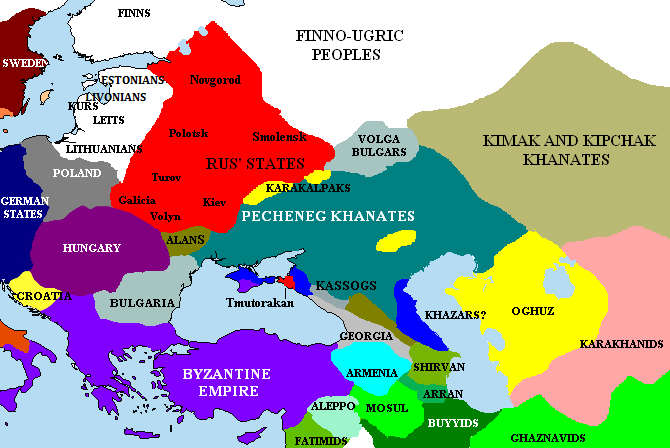
1015년 경 동유럽의 지도, 페체네그인의 영토가 표시됨.

페체네그인(불가리아어/러시아어: Печенеги, 그리스어:Πατζινάκοι/Πετσενέγοι, 헝가리어: Besenyő, 라틴어: Расinасае, 튀르키예어: Peçenekler)은 6세기부터 12세기 중앙 아시아와 흑해 북쪽 스텝 지역 연안에 살던 투르크 계열의 유목민족이다. 투르크어족에 속하는 페체네그어를 사용했다.
페체네그인의 기원은 투르크 계열로 보이는데 볼가강과 우랄강 지역에 살았으며 9세기에서 10세기에 걸쳐 남서 유라시아의 크림반도로 정착하였다. 10세기 중반 비잔티움 황제 콘스탄티노스 프로피로게니투스는 자신의 저술에서 이들의 영역이 서쪽으로 시레트강까지 넓게 퍼져있고 헝가리에서 4일 정도의 거리에 있다고 묘사하고 있다.
889년 하자르족에게 밀려난 페체네그인은 계속 서진(西進)하여 마자르족과 충돌하였고 비잔티움 제국은 9세기부터 이들을 더 위험한 부족인 루스인과 마자르족을 제어하기 위해 용병으로 고용하였다. 루스인과 마자르족의 압박으로 페체네그인은 10세기에 계속해서 비잔티움 제국의 트라키아를 공격했으며 또한 키예프 루스와도 끊임없이 분쟁을 벌였는데 1018년 비잔티움 제국이 불가르족을 정복하여 자신들의 영토와 이웃하게 되자 비잔티움과의 마찰이 더욱 커졌다.
1090년과 1091년에 걸쳐 이들은 비잔티움 제국의 깊숙이 침입하여 거의 콘스탄티노폴리스 근처까지 진출했는데 비잔티움 황제 알렉시우스 1세는 쿠만족과 연합하여 이들을 분쇄하고 거의 무력화시켰다. 페체네그인의 일부는 1094년과 1122년에도 비잔티움과 전쟁을 벌였는데 거의 대부분 패배해서 사라졌다. 이후에는 지금의 헝가리 지역에 흩어져 산 것으로 보인다.

## 같이 보기
- 쿠만인
- 칸가르 연맹
- 하자르
- 킵차크인